# Double Live Assassins
Double Live Assassins es un álbum en vivo de la banda de heavy metal W.A.S.P.

## Descripción
Fue grabado durante la gira mundial en soporte del álbum Kill Fuck Die en 1997. Fue lanzado en febrero de 1998 en el Reino Unido y en los Estados Unidos en junio del mismo año. Es una de las últimas grabaciones de W.A.S.P. en las que participa el guitarrista Chris Holmes. También representa la llegada a la formación del bajista Mike Duda.

## Lista de canciones
Todas las canciones fueron escritas por Blackie Lawless, excepto donde se especifica.
Disco Uno
1. «The Medley»
2. «Wild Child» (Chris Holmes, Lawless)
3. «Animal (Fuck Like a Beast)»
4. «L.O.V.E. Machine»
5. «Killahead »(Holmes, Lawless)
6. «I Wanna Be Somebody»
7. «U» (Holmes, Lawless)
8. «The Real Me» (Pete Townshend)
9. «Kill Your Pretty Face» (Holmes, Lawless)
10. «The Horror» (Holmes, Lawless)

Disco Dos
1. «Blind in Texas»
2. «The Headless Children»
3. «The Idol»
4. «The Crimson Idol Medley»
5. «Little Death» (Holmes, Lawless)
6. «Mean Man»
7. «Rock and Roll to Death»

## Miembros
- Mike Duda – bajo, coros
- Chris Holmes – guitarra, coros
- Stan Katayama – mezcla
- Blackie Lawless – guitarra, voz, productor
- Stet Howland - batería
- Eddy Schreyer – mastering